# Sophroniskos
Sophroniskos von Alopeke (altgriechisch Σωφρονίσκος Sōphronískos; * um 500 v. Chr.; † vor 424 v. Chr.) war der Vater des berühmten athenischen Philosophen Sokrates und der Ehemann von Phainarete.
Nach den antiken Quellen arbeitete er als kunstfertiger Steinmetz oder Bildhauer, wobei er Handwerk und Kunst vermutlich von seinem Vater übernahm. Er gehörte seinem künstlerischen Stil nach wahrscheinlich zur alten Attischen Schule, welche vor der Epoche des Pheidias liegt. Es ist eine kleine Statuenbasis aus Athen bekannt, auf der noch der Name „Sophroniskos“ und die Hälfte einer Herkunftsbezeichnung (Demotikon) zu lesen ist, die auf den Ort Alopeke hinweisen könnte.
Sophroniskos verfügte in der damals südöstlich vor Athen gelegenen Gemeinde über ein kleines Besitztum, wo er mit seiner Ehefrau Phainarete lebte und wo auch sein Sohn Sokrates aufwuchs, den er wahrscheinlich ebenfalls in der Kunst der Steinbearbeitung ausbildete. In den antiken Quellen werden einige bildhauerische Werke des Sokrates erwähnt. Sophroniskos war ein enger Freund des Lysimachos, des politisch unbedeutenden Sohnes des großen athenischen Staatsmanns Aristeides, dessen Familie ebenfalls in Alopeke lebte.
Sophroniskos starb relativ früh, lange vor 424 v. Chr. Seine Enkelkinder, die drei Söhne des erst spät heiratenden Sokrates, lernte er nicht mehr kennen. Nach seinem Tode erbte Sokrates, der sich nun der Philosophie und dem Unterrichten zuwandte, den Besitz in Alopeke. Einen seiner drei später geborenen Söhne benannte er – dem griechischen Brauch entsprechend – nach seinem verstorbenen Vater. Lysimachos, der seinen Freund Sophroniskos lange überlebte, sprach noch nach Jahren voller Anerkennung über den Verstorbenen. Sokrates, den Sohn des Sophroniskos, nahm Lysimachos, wie Platon in seinem Dialog Laches berichtet, als Lehrer und Erzieher für seinen eigenen Sohn Aristeides an.
Phainarete, die Mutter des Sokrates, übte – möglicherweise aus finanzieller Notwendigkeit – eine Tätigkeit als Hebamme aus. Sie verheiratete sich nach dem Tode des Sophroniskos mit Chairedemos aus Alopeke. Der aus dieser Ehe hervorgegangene Sohn Patrokles war ein jüngerer Halbbruder des Sokrates.